# Ấn Độ thuộc Hà Lan

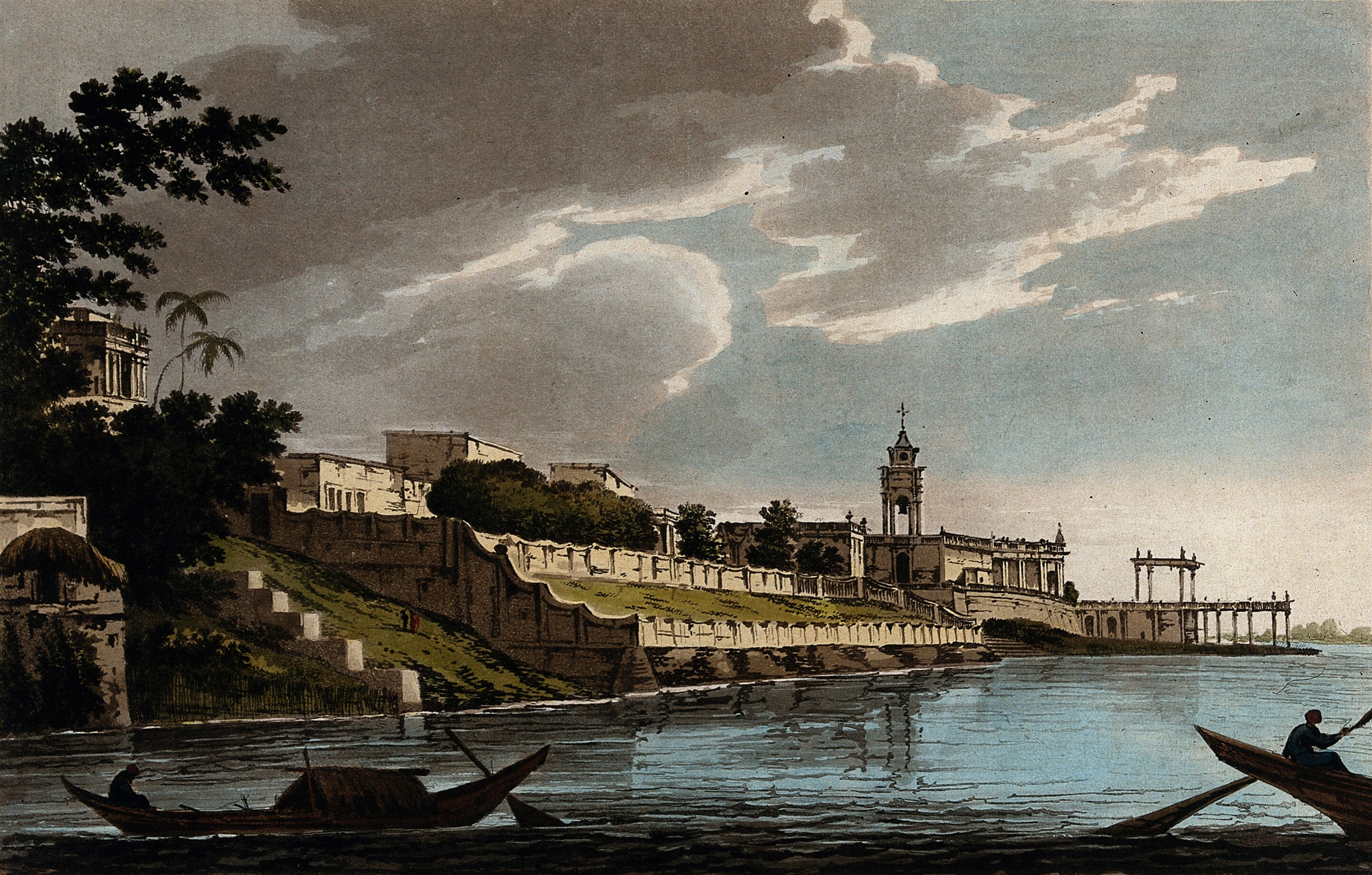
Một cái nhìn của Chinsura khu định cư Hà Lan tại Bengal (1787).

Ấn Độ Hà Lan bao gồm các khu định cư và trụ sở giao dịch của Công ty Đông Ấn Hà Lan trên Tiểu lục địa Ấn Độ. Nó chỉ được sử dụng như một định nghĩa địa lý, vì chưa bao giờ có một cơ quan chính trị nào cai trị tất cả Ấn Độ Hà Lan. Thay vào đó, Ấn Độ thuộc Hà Lan được chia thành các tỉnh Ceylon thuộc Hà Lan và Coromandel thuộc Hà Lan, xứ giới luật Malabar thuộc Hà Lan, và các xứ đốc chính Bengal thuộc Hà Lan và Suratte thuộc Hà Lan.
Mặt khác, Ấn Độ thuộc Hà Lan là Đông Ấn Hà Lan (ngày nay Indonesia) và Tây Ấn Hà Lan (ngày nay Suriname và trước đây Antilles Hà Lan).

## Lịch sử
Sự hiện diện của Hà Lan trên tiểu lục địa Ấn Độ kéo dài từ năm 1605 đến 1825. Các thương nhân của Công ty Đông Ấn Hà Lan lần đầu tiên thành lập tại Coromandel, đặc biệt là Pulicat ở, khi họ đang tìm kiếm các loại gia vị được giao dịch ở Đông Ấn để trao đổi hàng dệt may của họ. Hà Lan Surat và Hà Lan Bangladesh được thành lập vào năm 1616 và 1627, tương ứng. Sau khi Hà Lan chinh phục Ceylon từ Bồ Đào Nha vào năm 1656, họ cũng chiếm cứ pháo đài Bồ Đào Nha trênbờ biển Malabar năm năm sau đó để bảo vệ Ceylon khỏi cuộc xâm lược của Bồ Đào Nha.chinh phục tay của Ceylon, năm năm sau khi họ Malabaer chiếm trên bờ biển của người Bồ Đào Nha pháo đài để đảm bảo Ceylon chống lại cuộc xâm lược Bồ Đào Nha.
Ngoài hàng dệt may, các mặt hàng được giao dịch ở Hà Lan bao gồm đá quý Ấn Độ, chàm và lụa, muối và thuốc phiện ở Bangladesh của Hà Lan và ớt ở Malabar của Hà Lan.
Vào thế kỷ thứ mười tám, Công ty Đông Ấn Hà Lan ngày càng mất ảnh hưởng:201. Cộng hòa Hà Lan cai trị Willem V, Hoàng tử xứ Orange đã từ bỏ tất cả các thuộc địa Hà Lan cho Anh để ngăn chặn họ bị Pháp chiếm đóng. Năm 1741, quân đội của Vua Marthanda Varma của Travangoll đã đánh bại Công ty Đông Ấn Hà Lan, khiến người Hà Lan ngừng hoạt động tại Malabar. Mặc dù Coromandel thuộc Hà Lan và Bangladesh thuộc Hà Lan đã khôi phục sự cai trị của Hà Lan theo Hiệp ước Anh-Hà Lan năm 1824, họ đã trở lại sự cai trị của Anh do các điều khoản của Hiệp ước Anh-Hà Lan năm 1824. Theo các điều khoản của hiệp ước, tất cả các giao dịch chuyển nhượng tài sản và cơ sở sẽ diễn ra vào ngày 1 tháng 3 năm 1825. Kết quả là vào giữa năm 1825, người Hà Lan đã mất thành trì cuối cùng ở Ấn Độ.

## Tiền đúc
Sự hiện diện của Hà Lan trên tiểu lục địa Ấn Độ kéo dài từ năm 1605 đến 1825. Các thương nhân của Công ty Đông Ấn Hà Lan lần đầu tiên thành lập tại Trong những ngày khi người Hà Lan hoạt động thương mại ở Ấn Độ, họ đã điều hành một số loại bạc hà, tại Cochin, Masulipattam, Nagapatam (hoặc Negapatam), Pond Richry (trong năm năm 1693-98 khi Hà Lan giành quyền kiểm soát từ Pháp) và Pulicat. Các đồng tiền đều được mô hình hóa trên các đồng tiền địa phương.

## Hình ảnh

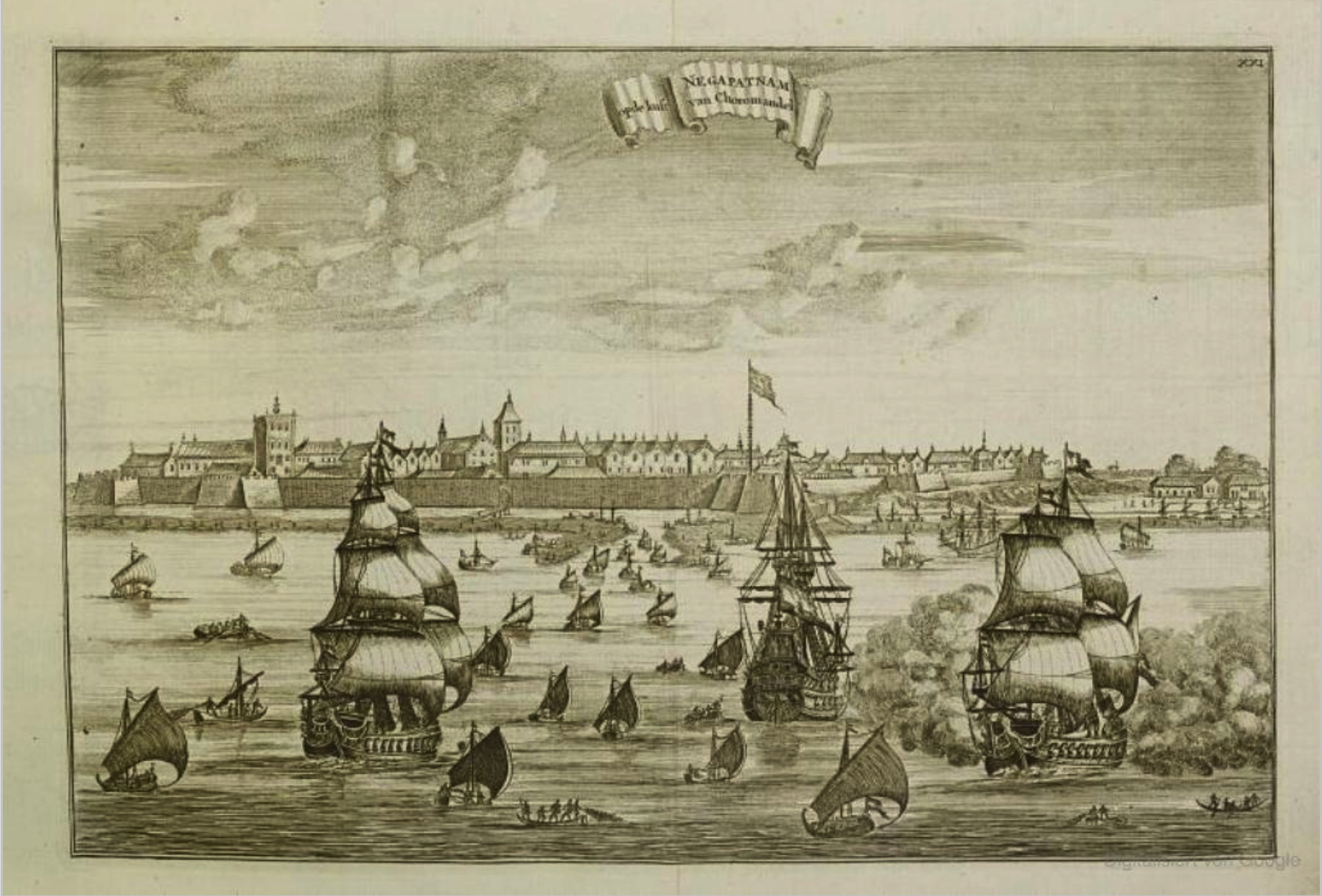
Các tàu buôn bán của Hà Lan ở Negapatnam, Coromandel thuộc Hà Lan, khoảng năm 1680
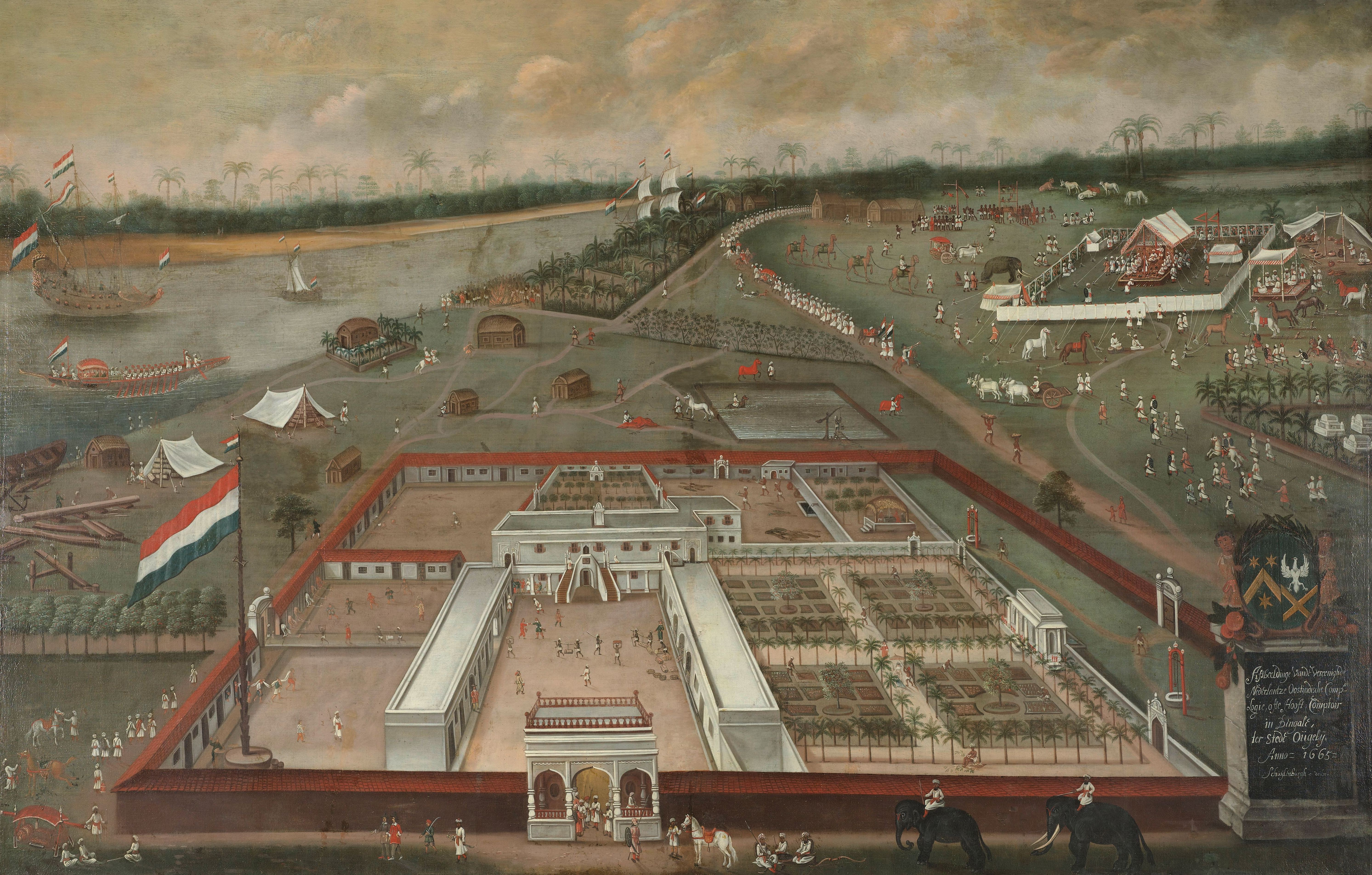
Nhà máy ở Hugli-Chuchura, Hà Lan thuộc Bengal. Hendrik van Schuylenburgh, 1665.
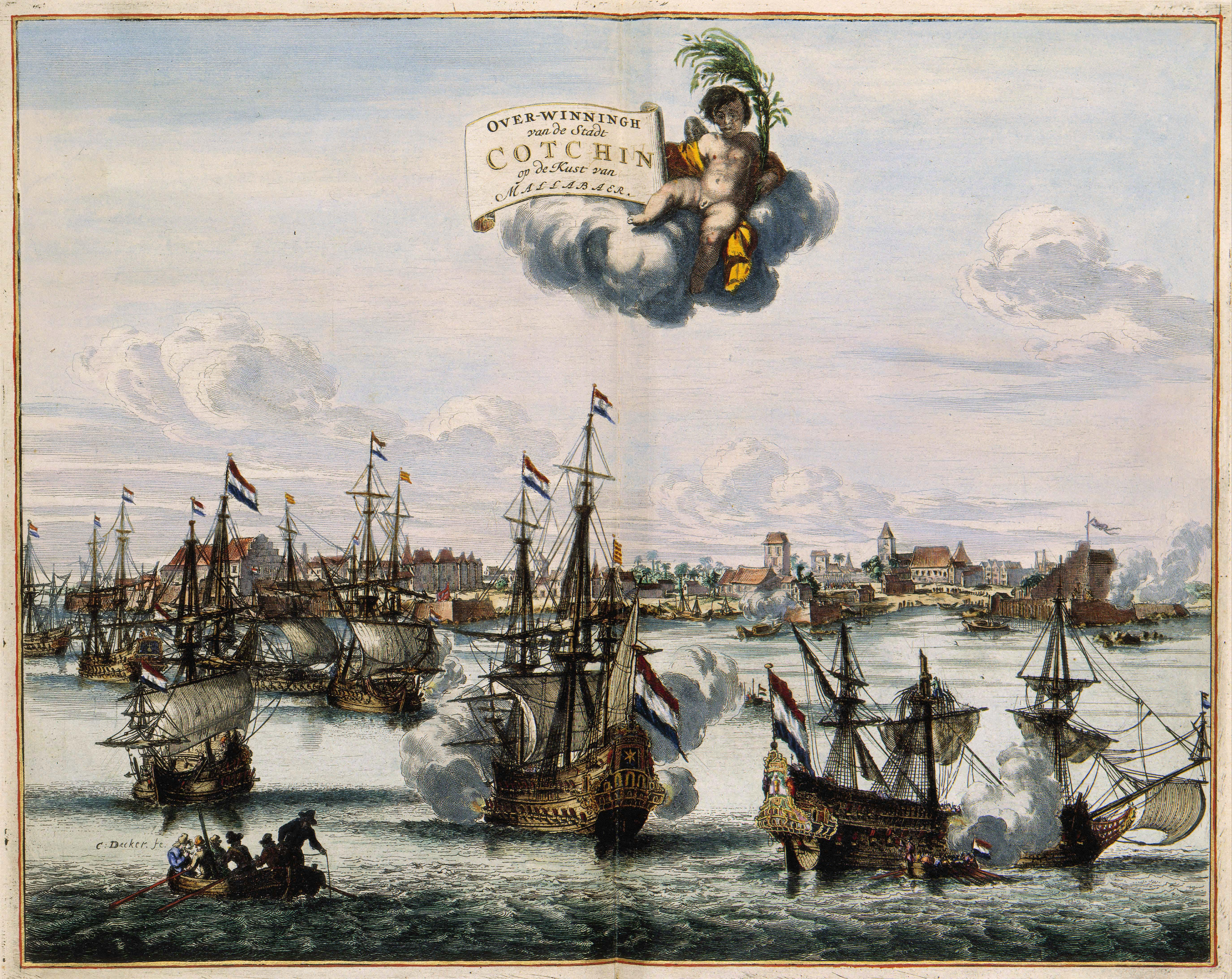
Việc bắt giữ Cochin từ người Bồ Đào Nha bởi Rijckloff van Goens năm 1663. Atlas van der Hagen, 1682.
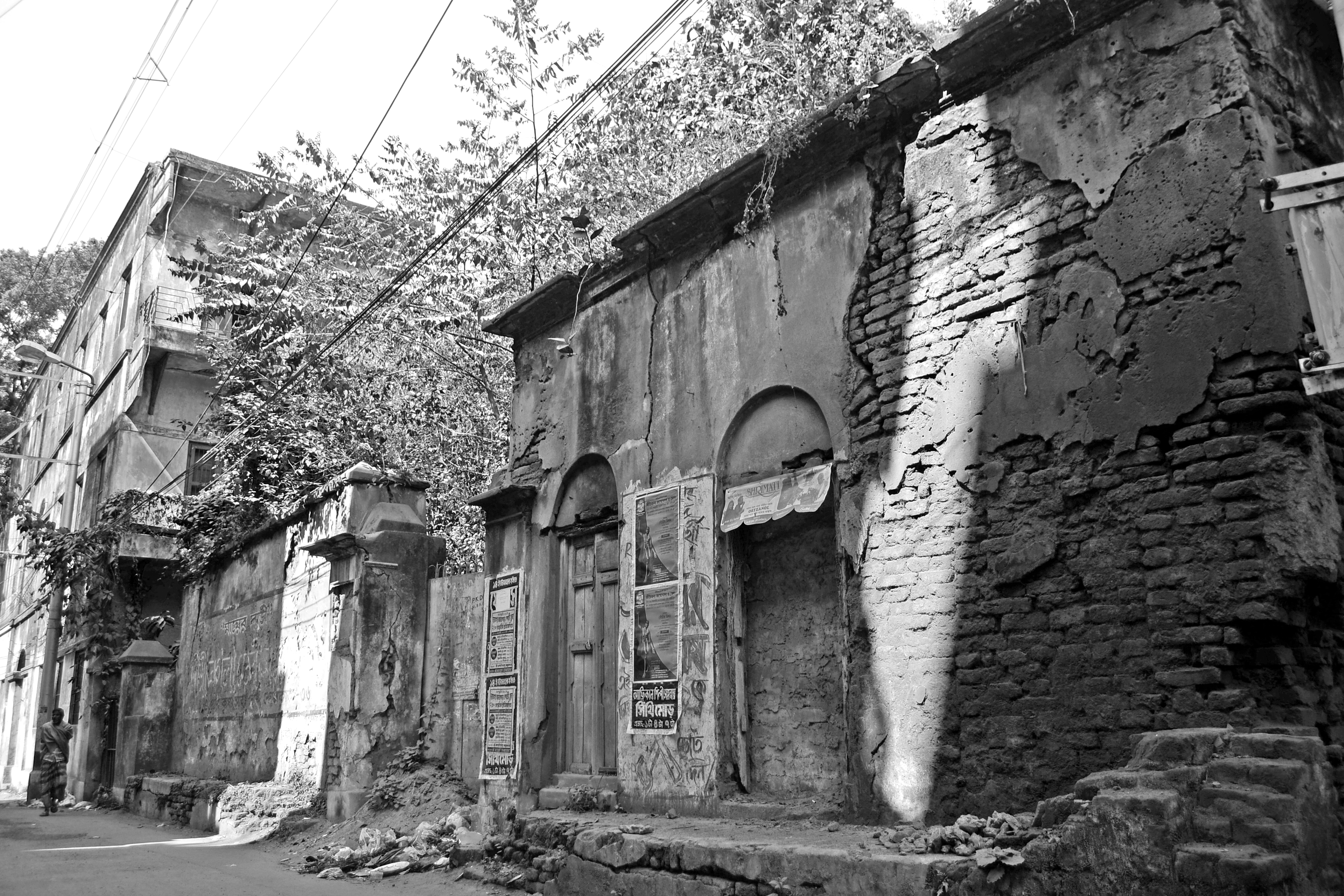
Những người còn lại của Kuthi Hà Lan cũ bị hủy hoại ở Baranagar, Ấn Độ